# Truseryd
Truseryd is een plaats in de gemeente Karlskrona in het landschap Blekinge en de provincie Blekinge län in Zweden. De plaats heeft 65 inwoners (2005) en een oppervlakte van 17 hectare.